# Storena beauforti
Storena beauforti är en spindelart som beskrevs av Kulczynski 1911. Storena beauforti ingår i släktet Storena och familjen Zodariidae. Inga underarter finns listade i Catalogue of Life.